# Deborah Butterfield
Pour les articles homonymes, voir Butterfield.
Deborah Kay Butterfield, née le 7 mai 1949 à San Diego, est une sculptrice américaine, connue pour ses sculptures de chevaux qu'elle réalise à partir d'objets trouvés et de matériaux naturels, comme du métal recyclé, et surtout des morceaux de bois. Elle est mariée au sculpteur John Buck. 

## Biographie
Deborah Butterfield naît le 7 mai 1949 à San Diego. Ce jour-là a également lieu la 75e édition du Derby du Kentucky, une course de chevaux organisée chaque année à Louisville. Elle considérera en grande partie ce moment là comme étant une source d'inspiration pour son travail. 
Deborah Butterfield intègre l'Université de Californie à Davis. Elle y obtient son baccalauréat avec distinction en 1972. Puis elle étudie sous la direction de Manuel Neri, un sculpteur figuratif renommé. Elle obtient une maîtrise en beaux-arts en 1973.
A l'Université de Californie, elle rencontre l'artiste John Buck, qu'elle épouse en 1974. John Buck est un sculpteur connu pour ses gravures sur bois surdimensionnées. Ensemble, ils ont deux garçons, Hunter et Wilder, qui ont eux aussi réalisé des études d'art. 
Deborah Butterfield commence sa carrière artistique en 1970 en réalisant ses premières sculptures. Parallèlement, du milieu des années 1970 au milieu des années 1980, elle enseigne la sculpture à l'Université du Wisconsin à Madison et à l'Université d'État du Montana à Bozeman. 
Avec son mari, elle partage son temps entre une ferme à Bozeman dans le Montana et un studio à Hawaï. Passionnée par les chevaux et particulièrement attirée par le dressage classique, elle possède dans son ranch une grande arène intérieure qui lui sert de manège pour les entraînements de dressage.

## Carrière artistique

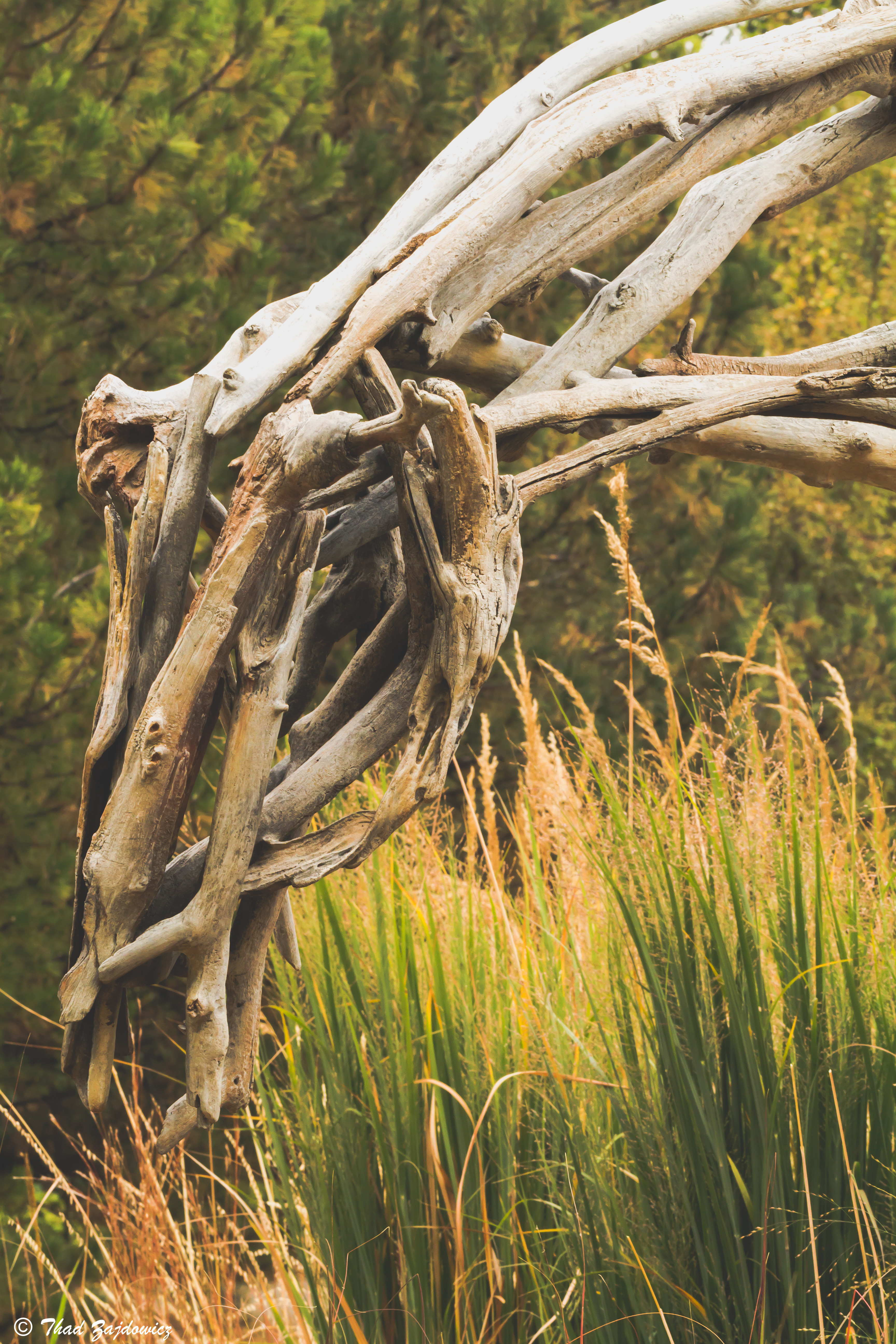
Crane, Deborah Butterfield

Au départ, Deborah Butterfield choisit de créer des autoportraits métaphoriques en utilisant des images de chevaux. Mais peu à peu, les chevaux eux-mêmes deviennent son thème principal.  
Après avoir réalisé des chevaux en céramique pour sa thèse, elle commence à créer des sculptures en forme de cheval dans les années 1970 en utilisant de la boue, de l'argile et des bâtons.  
En 1977, elle s'installe dans son ranch du Montana et, en 1979, elle commence à utiliser de la ferraille et de l'acier trouvé. « Les lignes des branches ne se contentent pas de dessiner les formes des chevaux, elles en créent les contours par une accumulation de lignes simples ou énergiques qui semblent se construire de l'intérieur. Il s'agit d'un dessin gestuel tridimensionnel, et le résultat est à la fois squelettique et musculaire » écrit l'historien de l'art Gayle Clemans en 2011.  
A partir des années 2010, elle réalise des œuvres en bronze, coulées à partir de pièces de bois. Elle choisit soigneusement et intuitivement les branches et les bâtons qui sont utilisés pour dessiner ses chevaux. Une fois le modèle réalisé, le bois est brûlé par le bronze fondu, créant ainsi une sculpture unique sur laquelle l'artiste applique sa patine. Le choix de la fonte en bronze est important. Le processus est complexe car les pièces coulées en bronze impliquent la création de moules et la combustion du bois d'origine. Cette spécificité rend les sculptures plus lourdes et plus durables et crée également des contrastes visuels.  
Ses œuvres sont faites de branches d'arbres, de fil, de fil de fer, de pièces de machines, de morceaux de plastique ou encore d'acier galvanisé.   

### Expositions

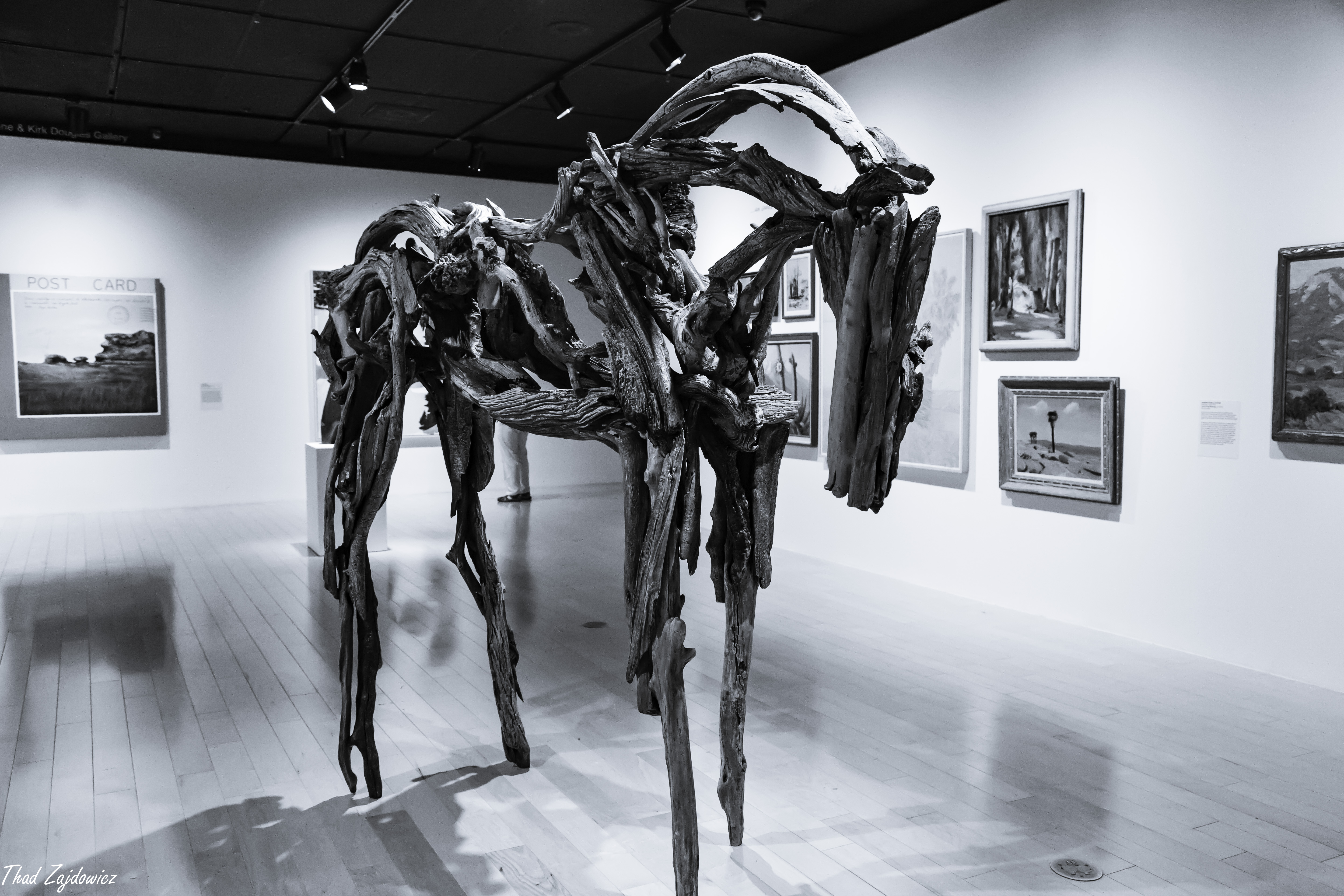
Ryuanji, Deborah Butterfield (2006)

A partir de 1976, Deborah Butterfield réalise beaucoup d'expositions, notamment dans les lieux d'art suivants : Seattle Art Museum ; Dallas Museum of Fine Arts ; Musée d'Israël à Jérusalem ;  Lowe Art Museum ; l'Université de Miami ; Coral Gables ; Madison Art Center ; San Diego Museum of Art ;  Yellowstone Art Museum, Billings ; au Contemporary Art Museum, Honolulu ; Neuberger Museum of Art à New-York ; Norton Museum of Art à Palm Beach ; Tucson Museum of Art ; Grounds for Sculpture à Hamilton. 
Ses œuvres font partie de nombreuses collections publiques, notamment celles de l'Art Institute of Chicago, du Brooklyn Museum, du Chrysler Museum à Norfolk, du Cincinnati Museum, du Dallas Museum of Art, du Hirshhorn Museum and Sculpture Garden à Washington, du Metropolitan Museum of Art à New York, du Nelson-Atkins Museum of Art à Kansas City, du San Francisco Museum of Modern Art, du Walker Sculpture Garden à Minneapolis, et du Whitney Museum of American Art à New York.

### Récompenses
En 2022, elle est récipiendaire du Prix d'excellence pour l'ensemble de sa carrière, attribué par l'International Sculpture Center.

## Prises de position
Deborah Butterfield considère que son art a une dimension féministe. « Je voulais faire ces grandes et belles juments qui étaient aussi fortes et imposantes que des étalons mais capables de créer et de nourrir la vie. C'était une déclaration féministe très personnelle.» explique-t-elle à propos de ses premiers autoportraits. A travers ces derniers, l'artiste exprime également des préoccupations anti-guerre. Son but est en effet d'éloigner le cheval de l'image d'un soldat le chevauchant pour combattre l'ennemi qui lui est souvent associée, synonyme à la fois de destruction mais aussi d'asservissement de l'animal. 
Les œuvres de Deborah Butterfield ont également une dimension écologique importante, en raison de l'utilisation de matériaux de récupération pour la réalisation des sculptures mais aussi parce que le cheval souligne la nécessité pour l'homme de prendre soin de la terre et des êtres vivants. C'est en 1980, lors d'un voyage à Jérusalem réalisé grâce à l'obtention de sa deuxième bourse du National Endowment for the Arts et une bourse Guggenheim, qu'elle commence à utiliser des matériaux qu'elle récupère dans des dépotoirs. L'utilisation de détritus et de pièces trouvées rappelle le trop grand nombre de déchets produits par l'homme ainsi que l'obsolescence prématurée de nos machines. Si lors de ses premières sculptures, l'artiste utilisait de la boue, elle évite désormais d'extraire de la terre afin d'utiliser seulement des matériaux naturels trouvés sur le sol. Elle montre ainsi que contrairement à l'homme, la relation du cheval avec la terre n'est pas basée sur son extraction.  